# Zaratamo
Zaratoma (spanisch Zarátamo) ist eine Gemeinde in der Provinz Bizkaia in der spanischen Autonomen Region Baskenland, in der 1.611 Einwohner (Stand: 2024) leben, deren Mehrheit baskischsprachig ist. Die Gemeinde besteht aus den Ortschaften Arkotxa, Elexalde und Moiordin.

## Lage
Zaratamo befindet sich etwa acht Kilometer südsüdöstlich vom Stadtzentrum der Provinzhauptstadt Bilbao in einer Höhe von ca. 170 m.

## Bevölkerungsentwicklung
| Jahr      | 1900 | 1950 | 1960 | 1970 | 1981 | 1991 | 2001 | 2011 | 2021 |
| Einwohner | 516  | 1142 | 1856 | 2051 | 1750 | 1634 | 1695 | 1666 | 1647 |

## Sehenswürdigkeiten
- Laurentiuskirche (Iglesia de San Lorenzo)
- Vinzenzkirche in Arkotxa (Iglesia de San Vicente)

## Söhne und Töchter der Gemeinde
- Mikel Urrutikoetxea (* 1989), Pelota-Spieler
- Danel Elezkano (* 1994), Pelota-Spieler